# سان-مارتان-لو-شاتيل
سان-مارتان-لو-شاتيل (بالفرنسية: Saint-Martin-le-Châtel)‏ هي بلدية فرنسية تقع في إقليم الآن في فرنسا. رمز إنسي لها هو:1375. أما الرمز البريدي لها فهو: 1310.